# Прибугское (Очаковский район)
Прибугское (укр. Прибузьке) — село в Витовском (стар. - Жоветневом) районе Николаевской области Украины.
Население по переписи 2001 года составляло 130 человек. Почтовый индекс — 57540. Телефонный код — 805154. Занимает площадь 0,353 км².

## Местный совет
57540, Николаевская обл., Очаковский р-н, с. Парутино, ул. Ленина, 17а